# Wie informiert das Fernsehen
Wie informiert das Fernsehen? Ein Indizienbeweis ist ein deutscher Dokumentarfilm von Bernward Wember aus dem Jahr 1975. Der Berliner Medienwissenschaftler analysiert in dem ZDF-Projekt die Wirkung von audio-visuell aufbereiteten Informationen in Nachrichtensendungen, Dokumentarfilmen und Informationsfilmen. Im Weiteren stellt der Autor Alternativen vor, die einen messbar höheren Informationsgrad beim Zuschauer erreichen.

## Inhalt
Auf drei verschiedenen Ebenen untersucht Bernward Wember in diesem Dokumentarfilm am Beispiel der Berichterstattung über den Nordirland-Konflikt, wie das Fernsehen den Zuschauer informiert: 1. Bild-Analyse, 2. Text-Bild-Zusammenhang, 3. Produktionszwänge.
Der Film ist in 12 Einheiten mit den folgenden Kurzbezeichnungen gegliedert:
1. Einleitung (11 Min.)
2. Bild-Analyse (18 Min.)
3. Orientierender Reflex (5 Min.)
4. Ausschnitt (6 Min.)
5. Kamera-Bewegung (10 Min.)
6. Bild-Inhalt (14 Min.)
7. Ablaufzwang (7 Min.)
8. Induktions-Effekt (6 Min.)
9. Bild-Text-Schere (21 Min.)
10. Verseuchung (9 Min.)
11. Oberfläche – Hintergründe (11 Min.)
12. Irland-Modell (12 Min.)

Der Autor geht davon aus, dass sich Nachrichten, so wie sie in Tagesschau und Heute gemacht werden, zum großen Teil in Hektik und Routine erschöpfen. In der letzten Einheit versucht Wember dann, mit einer eigenen Fernsehreportage über den nordirischen Konflikt Alternativen zu entwickeln.

## Hintergrund
In der selbstkritischen ZDF-Produktion reflektierte Wember die Aufbereitung von audio-visueller Information im Medium Fernsehen. Eingeflossen in den Indizienbeweis waren vorangegangene Analysen, insbesondere aus seinem Film Objektiver Dokumentarfilm? (1972), und aktuelle, methodische Messungen zum tatsächlich vermittelten Informationsgehalt in Fernsehberichten am Beispiel des Nordirland-Konflikts. Entgegen der Überzeugung der Programmverantwortlichen hatte der Kommunikationsforscher nachgewiesen, dass die Zuschauer trotz zahlreicher Fernsehberichte, Nachrichtensendungen und Dokumentationen verhältnismäßig wenig informiert waren: So beurteilten in Wembers Test 80 % der Zuschauer die ihnen vorgeführten Fernsehbeiträge als „sehr informativ und klar verständlich“. Tatsächlich aber ergab die Kontrollmessung, dass lediglich 20 % der Testgruppe die Informationen einigermaßen verstanden und erinnert hatten.
Vor dem Hintergrund dieser Fragestellung formulierte Wember seine Theorie zur nachhaltigen Aufklärung von komplexen Zusammenhängen in den Genres Dokumentarfilm, Informationsfilm sowie Fernsehbericht und Nachrichtensendung. Kritisch beschrieb er, dass die Ursachen für den Verlust an Informationen wenig bis gar nicht auf eine mangelnde Motivation der Zuschauer zurückzuführen, sondern vielmehr auf Seite der Fernsehmacher selbst zu finden sind. Gründe dafür entdeckte Wember in der Machart während der Prozesse der Dreharbeiten und Nachbearbeitung von Informationsfilmen selbst.
So prägte Bernward Wember für widersprüchliche Inhalte des Bildes zum gesprochenen Text einschließlich Kommentar den Begriff der Bild-Text-Schere. Zudem analysierte er rasante und attraktive Bildmontagen als nur kurzzeitig wirksame Effekte, die die momentane Aufmerksamkeit des Zuschauers zwar fesselten, für sein tatsächliches Verständnis von Zusammenhängen jedoch wenig bis nicht geeignet sind; Wember gebrauchte hierzu die Metapher des „Durchlauferhitzers“.
Plausibel leitete Wember aus seiner Analyse ab, dass komplexe Zusammenhänge, die mit filmtechnischen Mitteln wie z. B. kurzer Schnittfrequenz auf einen hohen Unterhaltungswert abzielen, dem Zuschauer lediglich suggerieren, er sei informiert, er für ihre nachhaltige Aufnahme jedoch kaum imstande ist. Drastisch kritisierte Wember diesen Augenkitzel als „Vernebelung des Fernsehzuschauers“ und prognostizierte aus einem auf größtmögliche Einschaltquoten abgestellten Umgang mit dem Informationsmedium Fernsehen einen Gewöhnungseffekt, der zu einer „Verseuchung der Denkwelt“ führen könne.
Vor dem Hintergrund seiner Erkenntnisse, dass „Film“ per se sich einer neutralen, wertfreien Darstellung entzieht, forderte Wember die Redaktionen bzw. Autoren auf, zukünftig im Filmbeitrag selbst und deutlich erkennbar für den Zuschauer eigene Positionen zu beziehen und diese jeweilig zu benennen. Der Kritik an einer damit parteiischen oder einseitigen Berichterstattung entgegen stellte Wember die gesetzliche Verpflichtung zur Ausgewogenheit innerhalb des gesamten Vollprogramms im Sinne der medienpolitisch definierten Binnenpluralität.
Konsequenzen aus seiner Analyse zog Wember in seinem eigenen Film mit dem Verzicht auf kontraproduktive Bild-Text-Scheren und ergänzte Realfilmaufnahmen mit erklärenden Grafiken und Schaubildern. Zum Verständnis von komplexen Zusammenhängen wandte der Regisseur im Weiteren das Mittel der Redundanz an.
Wie informiert das Fernsehen? Ein Indizienbeweis überzeugte in seiner stringenten Beweisführung und wurde mit großer Beachtung in Fachkreisen wie vom interessierten Fernsehpublikum aufgenommen. Bernward Wembers Analyse gehört bis auf Weiteres und zusammen mit seinem anschließenden Film Vergiftet oder arbeitslos? (1982) zu den aufschlussreichsten Filmen über die Informationsvermittlung im deutschsprachigen Fernsehen.

## Kritiken
„1975 ging er [Wember] noch einen Schritt weiter: In „Wie informiert das Fernsehen“ nahm er sich die Nordirland-Berichterstattung des ZDF vor, sah hier Manipulatives und Falschberichtetes. Und bei diesem Mal entwickelte er bereits Ansätze einer möglichen Alternative: wie Bild und Ton zueinander stehen müssten, wie man Fernsehprogramm machen müsste, damit etwa Konflikte durchschaubarer, Wirklichkeit verstehbarer, Fernsehen behaltbarer, einprägsamer werde.“

## Veröffentlichungen (Auswahl)
- Objektiver Dokumentarfilm? – Modell einer Analyse. Berlin 1972, ISBN 3-7678-0323-2.
- Wie informiert das Fernsehen? München 1976, ISBN 3-471-79120-5.